# فریت کبالت
فریت کبالت (COFe2O4) یک ماده مغناطیسی سخت با ساختار اسپینلی معکوس است، که بعلت ویژگی‌های منحصر به فرد نسبت به دیگر فریت‌ها مانند ناهمسانگردی مغناطیسی، مغناطش اشباع متعادل (MS)، نیروی وادارندگی بالا(HC)، سختی مکانیکی و پایداری شیمیایی بالا مورد توچه ویژه قرار گرفته‌است و به عنوان یکی از ترکیبات مهم در محیط‌های ضبط مغناطیسی به کار برده می‌شود زیرا که بالا بودن نیروی وادارندگی مغناطیسی عامل اصلی بالا بردن حجم درذخیره مغناطیسی است.
ساختارهای اسپینلی به ۲ دسته نرمال و معکوس تقسیم می‌شوند، که نانوذرات فریت کبالت دارای ساختار اسپینل معکوس است. بطور کلی برای سنتز (تهییه) فریت کبالت روش‌های متعددی وجود دارد که ۳ روش احتراق، هم رسوبی و رسوب گذاری از اهمیت ویژه برخوردار است.
روش سنتز احتراقی روش کم هزینه و سریعی برای تولید نانوذرات می‌باشد که به نسبت هزینه و زمان متده سنتز شده دارای کیفیت بالایی خواهد بود.
روش همرسوبی به دلبل کاربرد زیاد و ساده برای تولید نانوکریستال‌های بسیار ریز کاربرد دارد. یکی از ویژگی‌های این روش کنترل اندازه ذرات به وسیلهٔ نسبت نرخ هسته به نرخ رشد است. به همین دلیل اندازه ذرات را به وسیله سورفکتانت‌هایی مانند اولییک اسید یا با پراکندگی در محیط‌های الکلی (اتانول، متانول) کنترل می‌کنند؛ و یکی دیگر از روش‌های مورد توجه روش همرسوبی است که این روش، روشی ساده است که برای پوسته گذاری ذرات استفاده می‌شود.
کاربرد وسیع نانو فریت‌ها در آهن‌رباهای دایمی، دارورسانی هوشمند، دستگاه‌های ذخیره اطلاعات، فروسیالها و … سبب توجه زیادی به ابن ماده مغناطیسی شده‌است. یکی از چالش‌هایی که در چند سال اخیر مورد توجه پژوهشگران قرار گرفته‌است مطالعه اثر کاهش اندازه ذرات بر روی خواص مغناطیسی است، زیرا نمی‌توان که اندازه ذره مغناطیسی را تا حد نانو کاهش داد و همجنان ماده خاصیت مغناطیسی داشته باشد.
نانوذرات فریت کبالت به روش احتراقی و هم رسوبی قابل تهیه می‌باشند و میانگین اندازه بلورک برای این ۲ روش سنتز به ترتیب برابر با ۶۹٫۵ و ۶۹٫۵ می‌باشد و الگوهای پراش اشعه ایکس نمونه‌ها با ساختار اسپینل معکوس مطابقت دارند.
تحیل نتایج مغناطیسی توسط دستگاه VSM نشان داد که نیروی وادارندگی و مغناطش اشباع در روش احتراقی بیشترین مقدار را دارد؛ و روش احتراقی روشی بسیار سریع و آسان برای تولید نانوذرات مغناطیسی است که تأثیر نسبت اکسنده به کاهنده در فرایند مربوط به این روش بر روی اندازه و خواص مغناطیسی قابل بررسی می‌باشد.
فریت کبالت ار جمله پرکاربردترین نانوذرات است و دارای کاربردهای وسیعی در علوم مهندسی، پزشکی، محیط زیست و … است. از جمله کاربردهای این ماده مغناطیسی سرامیکی می‌توان به: کاربرد در آهن‌رباهای داِیمی، دارورسانی هدفمند، دستگاه‌های ذخیره اطلاعات، فروسیالها، کاربردهای فتوکاتالیستی و کاربردهای مهندسی زیستی اشاره کرد که در ادامه دربارهٔ دو کاربرد فتوکاتالیست و مهندسی زیستی بطور مفصل تر بحٍث خواهد شد.

## روش‌های سنتز
برای تهیه فزیت کبالت دو روش معمولی که بیشتر مورد بررسی قرار می‌گیرند عبارتند از:
1. روش احتراقی: برای تهیه فریت کبالت به روش احتراقی FeNO3.9H2O و CONO3.6H2O را به ترتیب با نسبت ۲ به ۱ مخلوط می‌کنند و سپس محلول گلاسین را به مقدار مورد نیاز به قریت کبالت می‌افزایند. سپش محلول مذکور را روی حرارت قرار می‌دهند تا احتراق رخ دهد. سپس محصول به مدت نیم ساعت در دمای ۲۰۰ درجه پخت می‌شود.
2. روش همرسوبی:برای ساخت فریت کبالت به روش هم رسوبی مقدار معینی کلرید کبالت و کلرید آهن و سدیم هیدروکسید را در آب مقطر حل کرده و مخلوط کلرید کبالت و کلرید آهن را روی دستگاه هم زن مغناطیسی مخلوط می‌کنند و همزمان سدیم هیدروکسید را بصورت قطره قطره به محلول اضافه می‌کنند و این کار را آنقدر ادامه می‌دهند تا ph محلول به حدود ۱۲ یه ۱۳ برسد. سپس چند قطره اولوئیک اسید به عنوان سورفکتانت به محلول در حال هم خورذن اضافه می‌کنند و سپس محلول را روی گرم کن حدود ۸۰ درجه به مدت یک ساعت قرار می‌دهند (همزمان هم خوردن هم انحام می‌شود). سپس محلول را خنک می‌کنند تا به دمای اتاق برسد. سپس محلول را چند بار با آب مقطر و تحت سانتریفیوژ شستشو می‌دهند تا نمک حاصله از بین برود. سپس پودر به دست آمده را درون خشک کن با دمای ۱۰۰ درجه به مدت ۱۰ ساعت قرار می‌دهیم تا خشک شدن صورت گیرد.

### روش‌های مختلف سنتز
پس از اخذ نتایج xrd متوسط اندازه بلورک‌ها در CoFe2O4 در هر ۲ روش احتراقی و هم رسوبی به ترتیب ۶۹٫۵ و ۶۹٫۵ بدست آمد؛ و حضور صفحات (۱۱۱)، (۲۲۰)، (۳۱۱)، (۴۰۰)، (۴۲۲)، (۵۱۱)و (۴۴۰) موید ساختار اسپینل معکوس مکعبی با گروه فضایی FD_3M می‌باشند؛ و همجنین ثابت شبکه A در هر دوحالت ثابت و برابر با ۸٫۳۶ می‌باشند.

### خواص مغناطیسی روش‌های مختلف
مقادیر مغناطش اشباع و میدان وادارندگی نمونه با استفاده از دستگاه vsm به دست می‌آید و مشاهده شد که با کاهش اندازه ذرات مغناطش کاهش یافته‌است به این دلیل که گشتاور سطحی غالب می‌شوند و مغناطش کاهش می‌یابد؛ و همانگونه که از نتایج بدست آمد نیروی وادارندگی برای روش احتراقی و هم رسوبی به ترتیب برابر با ۲۰۰۲ و ۸۵۰ است و مغناطش اشباع برای روش احتراقی و هم رسوبی نیز به ترتیب برابر با ۵۶٫۷ و ۵۵٫۸ است. پس می‌توان نتیجه گرفت نمونه حاصل به روش احتراق بیشترین مقدار مغناطش اشباع و نیروی بازدارندگی را دارا می‌باشد.

## کاربردها
فریت کبالت ار جمله پرکاربردترین نانوذرات است و دارای کاربردهای وسیعی در علوم مهندسی، پزشکی، محیط زیست و … است. از جمله کاربردهای این ماده مغناطیسی سرامیکی می‌توان به: کاربرد در آهن‌رباهای داِیمی، دارورسانی هدفمند، دستگاه‌های ذخیره اطلاعات، فروسیالها، کاربردهای فتوکاتالیستی و کاربردهای مهندسی زیستی اشاره کرد که در ادامه دربارهٔ دو کاربرد فتوکاتالیست و مهندسی زیستی بطور مفصل تر بحٍث خواهد شد.
- کاربرد فتوکاتالیستی: نانوذرات مغناطیسی در کاربرد به عنوان فتوکاتالیست کاتالیزورهای بسیار جذاب و کاربردی هستند زیرا می‌توانند پس از مغناطش توسط آهن‌ربای خارجی از محیط واکنش جدا شوند.[۵][۶]

این مواد به دلیل از دست ندادن خاصیت کاتالیزوری و قابلیت استفاده مجدد در چند چرخه برای جداسازی مغناطیسی به عنوان فیلتراسیون یا سانتریفیوژ به کار می‌روند. بدیهی است که توسعه نانوذرات مغناطیسی با فعالیت کاتالیزوری قابل تنظیم برای صنعت و دانشگاه‌ها از اهمیت زیادی برخوردار است.
فریت‌های مکعبی اسپینل طبقه مهمی از اکسیدهای فلزی انتقالی مغناطیسی زا نشان می‌دهند؛ و در میان فریت‌ها فریت نانو کبالت برای استفاده در جذب، حسگرها، فناوری‌های مغناطیسی و کاربدهای فتوکاتالیستی از اهمیت بالایی برخوردار است.
در منابع مختلف ذکر شده‌است که Fe3O4 هم می‌تواند به عنوان کاتالیزور عمل کند اما این نانوذرات Fe3O4 در مقایسه با CoFe2O4 بسیار ناپایدار تر بوده و لخته شدن نانوذرات در طول واکنش غالباً اجتناب ناپذیر است، با این مقایسه می‌توان به برتری CoFe2O4 در مقایسه با دیگر فتوکاتالیست‌ها پی برد. از کاربردهای مهم CoFe2O4 می‌توان به استفاده به عنوان کاتالیزور قابل بازیافت بسیار کارآمد در سنتز مشتقات بنزومیدازول اشاره کرد.
هسته بنزومیدازول دارای یک فعالیت دارای یک فعالیت بیولوژیکی قابل توجه است و در چندین مولکول زیست فعال وجود دارد و به عنوان زیر ساخت‌های ممتاز برای طراحی دارو در نظر گرفته می‌شود. مشخص شده‌است که تنواع مشتقات بنزومیدازول دارای خواص ضد سرطانی، ضد ویروسی، فشارخون بالا و برخی خواص دیگر است.
- کاربرد فریت کبالت در مهندسی زیستی و به عنوان بایوسنسور: نانوذرات مغناطیسی مخصوصاً به عنوان کاربردهای پزشکی بسیار جذاب و پرکاربرد هستند؛ که در این میان نانوذرات اکسید آهن در یک دهه گذشته تا کنون به دلیل ترکیب عنصری که آنها را سازگار و قابل تجزیه می‌کند، مورد توجه قرار گرفته‌اند. با ابن حال نانو ذرات مغناطیسی مانند فریت اسپینل که می‌توانند خواص مغناطیسی بهبود یافته‌ای مانند ناهمسانگردی فراهم کنند بدون این که خواص ذاتی نانو ذرات اکسید آهن را به خطر بیندازند در حال تحقیق برای کاربرد بهتر MNPها هستند. در میان فریت‌های مختلف اسپینل نانو ذرات فریت کبالت (CoFe2O4) یکی از MNPهایی است که بسیار مورد بررسی قرار گرفته‌است.

دوپینگ فریت کبالت با روی، منگنز، یا نیکل و توزیع کاتیونی در شبکه کریستال و همچنین روش‌های سنتز بر خواص مغناطیسی نانوذرات فریت کبالت مانند بازده فوق گرمایی، مغناطش اشباع و … تأثیر می‌گذارد. علاوه بر این این نانوذرات دارای خواص فیزیکی، شیمیایی، سختی مکانیکی عالی با بهبود ثبات و پراکندگی کلوییدی در شرایط فیزیولوژیکی هستند.
1. کاربرد در فناوری نانوپزشکی: از جمله کاربردهای نانوذرات فریت کبالت به کاربرد بعنوان حسگرهای نانو بیو سنس، دارورسانی هدفمند و تصویر برداری‌های پزشکی اشاره کرد.
2. کاربرد در بایوسنسورها :نانوذرات فریت کبالت به دلیل همسو شدن با میدان مغناطیسی خارجی به‌طور گسترده در کاربردهای بایوسنس مورد مطالعه قرار می‌گیرند. آنهارا می‌توان در محلول آنالیت‌های دلخواه پراکنده کرد یا برای شناسایی بیشتر آنالیزها روی سطح مبدل بی حرکت کرد. معملا نانو ذرات با یک بخش هدف مانند آنتی‌بادی که با آنالیت مورد نظر در تعامل است پوشانده می‌شود و مبدل سیگنالی را تولید می‌کند که توسط آشکارساز شناسایی می‌شود. حسگرهای زیستی برای تشخیص CEA با حساسیت بالا به‌طور فعال در حال تحقیق برای تشخیص سریع و با اعتمتد تر سرطان‌ها هستند.